# Чемпіонат світу з легкої атлетики 2017 — біг на 3000 метрів з перешкодами (жінки)

Фінальний забіг

Змагання з бігу на 3000 метрів з перешкодами серед жінок на Чемпіонаті світу з легкої атлетики 2017 у Лондоні проходили 9 і 11 серпня на Олімпійському стадіоні.

## Рекорди
На початок змагань основні рекордні результати були такими:
| WR | Рут Джебет Бахрейн           | 8.52,78 | Сен-Дені Франція | 27 серпня 2016 |
| CR | Катерина Волкова Росія       | 9.06,57 | Осака Японія     | 27 серпня 2007 |
| WL | Селліфін Чептік Чеспол Кенія | 8.58,78 | Юджин США        | 26 травня 2017 |

Під час змагань був показаний наступний рекордний результат:
| CR | Емма Коберн США | 9.02,58 | Лондон Велика Британія | 11 серпня 2017 |

## Розклад
| Дата           | Час початку | Стадія |
| -------------- | ----------- | ------ |
| 9 серпня 2017  | 19:05       | Забіги |
| 11 серпня 2017 | 21:25       | Фінал  |

Вказаний місцевий час (UTC+0)

## Результати

### Забіги
Умови кваліфікації до наступного раунду: перші троє з кожного забігу (Q) та шестеро найшвидших за часом з тих, які посіли у забігах місця, починаючи з четвертого (q).
Забіг 1
| Місце | Атлетка                | Країна          | Час      | Примітки  |
| ----- | ---------------------- | --------------- | -------- | --------- |
| 1     | Геза Краузе            | Німеччина       | 9.36,86  | Q         |
| 2     | Гівін Кієнг            | Кенія           | 9.39,89  | Q         |
| 3     | П'юріті Черотич Кіруї  | Кенія           | 9.40,53  | Q         |
| 4     | Фадва Сіді Мадане      | Марокко         | 9.40,61  |           |
| 5     | Софія Ассефа           | Ефіопія         | 9.40,88  |           |
| 6     | Ірене Санчес-Ескрібано | Іспанія         | 9.46,59  |           |
| 7     | Мава Дануа             | Франція         | 9.49,21  |           |
| 8     | Алісія Баттерворт      | Канада          | 9.51,50  |           |
| 9     | Марія Шаталова         | Україна         | 9.54,21  |           |
| 10    | Ленні Вейт             | Велика Британія | 9.54,97  |           |
| 11    | Тігест Гетент          | Бахрейн         | 9.55,42  |           |
| 12    | Луція Секанова         | Чехія           | 10.09,67 |           |
| 13    | Шарлотта Фугберг       | Швеція          | 10.21,21 |           |
|       | Коллін Квіглі          | США             | DQ       | R163.3(b) |

Забіг 2
| Місце | Атлетка            | Країна    | Час      | Примітки |
| ----- | ------------------ | --------- | -------- | -------- |
| 1     | Беатріс Чепкоеч    | Кенія     | 9.19,03  | Q        |
| 2     | Рут Джебет         | Бахрейн   | 9.19,52  | Q        |
| 3     | Кортні Фрерікс     | США       | 9.25,14  | Q        |
| 4     | Айша Прот          | Ямайка    | 9.26,37  | q        |
| 5     | Женев'єв Лалонд    | Канада    | 9.31,81  | q, SB    |
| 6     | Біртукан Фенте     | Ефіопія   | 9.33,99  | q, SB    |
| 7     | Озлем Кайя         | Туреччина | 9.37,06  | SB       |
| 8     | Анна Емілі Мьоллер | Данія     | 9.44,12  |          |
| 9     | Марія Ларссон      | Швеція    | 9.48,13  |          |
| 10    | Аміна Беттіче      | Алжир     | 9.53,06  |          |
| 11    | Вікторія Мітчелл   | Австралія | 10.00,40 |          |
| 12    | Камілла Річардссон | Фінляндія | 10.07,04 |          |
| 13    | Тереза Урбіна      | Іспанія   | 10.21,90 |          |
|       | Луіза Гега         | Албанія   | DNS      |          |

Забіг 3
| Місце | Атлетка                | Країна          | Час      | Примітки |
| ----- | ---------------------- | --------------- | -------- | -------- |
| 1     | Селліфін Чептік Чеспол | Кенія           | 9.27,35  | Q        |
| 2     | Емма Коберн            | США             | 9.27,42  | Q        |
| 3     | Женев'єв Лаказ         | Австралія       | 9.27,53  | Q, SB    |
| 4     | Вінфред Мутіле Яві     | Бахрейн         | 9.28,00  | q        |
| 5     | Етенеш Діро            | Ефіопія         | 9.31,87  | q        |
| 6     | Белен Касетта          | Аргентина       | 9.35,78  | q, AR    |
| 7     | Фаб'єн Шлюмпф          | Швейцарія       | 9.36,08  |          |
| 8     | Перут Чемутай          | Уганда          | 9.43,04  |          |
| 9     | Розі Кларк             | Велика Британія | 9.49,36  |          |
| 10    | Вікторія Дьюркеш       | Угорщина        | 9.52,66  |          |
| 11    | Марія Бернард          | Канада          | 9.59,45  |          |
| 12    | Франческа Бертоні      | Італія          | 10.01,45 |          |
| 13    | Марія Хосе Перес       | Іспанія         | 10.01,84 |          |
| 14    | Тугба Гювендж          | Туреччина       | 10.13,03 |          |

### Фінал
| Місце | Атлетка                | Країна    | Час     | Примітки  |
| ----- | ---------------------- | --------- | ------- | --------- |
| 1     | Емма Коберн            | США       | 9.02,58 | CR        |
| 2     | Кортні Фрерікс         | США       | 9.03,77 | PB        |
| 3     | Гівін Кієнг            | Кенія     | 9.04,03 |           |
| 4     | Беатріс Чепкоеч        | Кенія     | 9.10,45 |           |
| 5     | Рут Джебет             | Бахрейн   | 9.13,36 |           |
| 6     | Селліфін Чептік Чеспол | Кенія     | 9.15,04 |           |
| 7     | Етенеш Діро            | Ефіопія   | 9.22,46 |           |
| 8     | Вінфред Мутіле Яві     | Бахрейн   | 9.22,67 | PB        |
| 9     | Геза Краузе            | Німеччина | 9.23,87 |           |
| 10    | П'юріті Черотич Кіруї  | Кенія     | 9.25,62 |           |
| 11    | Белен Касетта          | Аргентина | 9.25,99 | AR        |
| 12    | Женев'єв Лаказ         | Австралія | 9.26,25 | SB        |
| 13    | Женев'єв Лалонд        | Канада    | 9.29,99 | NR        |
| 14 !  | Айша Прот              | Ямайка    | DQ      | R163.3(b) |
| 15 !  | Біртукан Фенте         | Ефіопія   | DNS     |           |